# Tomáš Malec
Tomáš Malec (Trenčín, 5 gennaio 1993) è un calciatore slovacco, attaccante del Dukla B.B..

## Carriera

### Club
Dopo aver vestito la maglia dell'AS Trenčín, è passato ai norvegesi del Rosenborg in data 11 agosto 2014, con la formula del prestito. Il 24 luglio 2015, il Rosenborg ha annunciato che non avrebbe sfruttato l'opzione per l'acquisto a titolo definitivo del calciatore, che avrebbe fatto così ritorno all'AS Trenčín alla scadenza del prestito, prevista per il 31 luglio successivo. Il 20 agosto seguente si è trasferito a titolo definitivo e per una cifra imprecisata al Sigma Olomouc, club neopromosso in 1. liga, la prima divisione ceca.
Il 28 luglio 2016, il Lillestrøm ha comunicato sul proprio sito ufficiale d'aver ingaggiato Malec con la formula del prestito dal LASK Linz, con il club norvegese che si è riservato anche l'opzione per l'acquisto a titolo definitivo.

### Nazionale
Con la Nazionale Under-21 ha partecipato alle qualificazioni agli europei di categoria. L'8 gennaio 2017 fa il suo esordio nella Nazionale slovacca debuttando da titolare in un'amichevole per 3-1 contro l'Uganda: esce al 70' per Dávid Guba.

## Palmarès

### Club
- Coppa di Lituania: 1

Žalgiris: 2018

### Individuale
- Capocannoniere del campionato slovacco: 1

2013-2014 (14 reti)